# Nistatina
La nistatina es un antifúngico del grupo de los poliénicos que se aísla de cultivos de Streptomyces noursei.  es C47H75NO17, y se caracteriza por poseer una cadena cíclica de 37 átomos de carbono y un oxígeno, con tres sustituyentes metilo, un aminoazúcar (la micosamina, que es una hexosamina) y seis dobles enlaces. Estos dobles enlaces hacen a la molécula sensible a la luz, el oxígeno y a las alteraciones del pH. Se mide en unidades, y 3.000 unidades internacionales (UI) son equivalentes a 1 miligramo.
Se utiliza para combatir las infecciones por Candida en la piel, incluyendo la dermatitis por pañal, la candidiasis, la candidiasis esofágica y la vulvovaginitis candidiásica. También puede utilizarse para prevenir la candidiasis en personas con alto riesgo. La nistatina puede utilizarse por vía oral, en la vagina o aplicada en la piel. Los efectos secundarios más comunes cuando se aplica a la piel incluyen ardor, picor y erupción. Los efectos secundarios comunes cuando se toma por vía oral incluyen vómitos y diarrea. Durante el embarazo, su uso en la vagina es seguro, mientras que otras formulaciones no se han estudiado en este grupo. Actúa interrumpiendo la membrana celular de las células fúngicas.
La nistatina fue descubierta en 1950 por Rachel Fuller Brown y Elizabeth Lee Hazen. Fue el primer antifúngico macrólido de polieno. Está en la Lista de Medicamentos Esenciales de la Organización Mundial de la Salud. Está disponible como medicamento genérico. En 2017, fue el 230º medicamento más recetado en Estados Unidos, con más de dos millones de recetas.

## Farmacocinética
Su absorción en el tubo digestivo es muy mala, a no ser que se administren dosis muy elevadas. La administración tanto intramuscular como intravenosa origina importantes reacciones en la zona de inyección o efectos colaterales tóxicos, por lo que se desaconseja su uso. Tampoco se absorbe aplicada sobre la piel o sobre las mucosas. La poca cantidad que pueda absorberse se desactiva en un 95 por ciento por el metabolismo, y su eliminación es renal.
A pesar de trabajar por separado durante múltiples años, Elizabeth Lee Hazen, microbióloga, y Rachel Fuller Brown, química, hallaron en 1950 la primera droga para combatir los hongos, la nistatina. En la actualidad, este antibiótico antifúngico es indicado en infecciones cutáneas y mucosas como la candidiasis

## Mecanismo de acción
Actúa tanto como fungistático como fungicida, en función de la concentración. Se fija a los esteroles de la membrana celular de los hongos, cuya configuración espacial desorganiza, lo que lleva a una alteración de la permeabilidad de la membrana con pérdida de aminoácidos, purinas e iones por parte del hongo, con alteración del metabolismo celular.

## Indicaciones
La nistatina está indicada en infecciones cutáneas y mucosas originadas por la especie de hongo Candida albicans: candidiasis rinofaríngea, candidiasis vulvovaginal, candidiasis digestivas y otras, además de las producidas por el género Cryptococcus.
Aunque en el laboratorio muestra efectividad sobre otros varios tipos de hongos que pueden afectar a la piel humana, su escasa capacidad de penetración en la piel la hace ineficaz en la práctica diaria.
También se puede usar de manera preventiva en pacientes diabéticos, con inmunodeficiencia, en tratamiento con corticoides y sobre todo en pacientes tratados con antibióticos que estén en riesgo de desarrollar una infección oportunista por hongos.

## Interacciones
No se han descrito interacciones con alimentos. En la forma oral debe evitarse tomar simultáneamente otros medicamentos que formen una película sobre la mucosa intestinal o que originen un aumento en las contracciones intestinales, ya que ello llevará a que la nistatina esté menos tiempo en contacto con la mucosa, y por tanto su efecto será menor.

## Efectos secundarios
Las reacciones adversas a la nistatina son poco frecuentes. Sin embargo, pueden presentarse trastornos gastrointestinales como náuseas o vómitos en la dosificación oral y eccema de contacto en las presentaciones dermatológicas (pomadas).